# بخش جوانان آ.ث. میلان
بخش جوانان آ.ث. میلان (انگلیسی: A.C. Milan Youth Sector) آکادمی باشگاه فوتبال آ.ث. میلان است. تیم زیر ۱۹ سال این بخش توانسته تنها یک بار در سال ۱۹۶۵ فاتح لیگ شود.

## سیستم جوانان
سیستم جوانان این باشگاه موفق به معرفی بازیکنان بزرگی چون پائولو مالدینی، فرانکو بارزی و الساندرو کاستاکورتا و همچنین بازیکنان مشهور زیادی در سال‌های اخیر بوده‌است. امکانات تمرینی این بخش در مرکز ورزشی ویسمارا (ایتالیایی: Centro Sportivo Vismara) در جنوب شهر میلان بنا شده‌است، با این حال، تیم زیر ۱۹ سال همراه تیم بزرگسالان در میلانلو تمرین می‌کند.